# Serie A 1982 (calcio femminile)
L'edizione 1982 è stata la quindicesima edizione del campionato italiano di Serie A femminile di calcio.
L'Alaska Gelati Lecce ha conquistato il suo secondo scudetto consecutivo. Il titolo di capocannoniere della Serie A è andato alla danese Susanne Augustesen, calciatrice del Flase Cagliari, autrice di 32 gol. L'Aurora Mombretto è stato retrocesso in Serie B.
Il Real Torino è stato escluso dal campionato dopo due rinunce all'undicesima giornata di andata (8 maggio 1982) con comunicato n. 20 del 13 maggio 1982. Tutte le giocatrici sono state svincolate.
Il regolamento stagionale prevedeva solo 2 retrocessioni. Ma, una volta escluso il Real Torino, le due retrocessioni rimasero effettive senza prendere in considerazione la società esclusa, ed essendo giunte pari Fiamma Monza e Sartori FIAT Verona, si decise di effettuare una doppia gara di spareggio, che, effettivamente, non fu effettuata perché le finali della Coppa Italia, in cui erano entrambe impegnate, superarono la metà di novembre. Di conseguenza, gli spareggi non furono effettuati ed entrambe le squadre furono "graziate".
Al termine del campionato il Gorgonzola ha rinunciato a iscriversi in Serie A, per poi iscriversi in Serie C. Il Flase Cagliari fu escluso dalla Serie A 1983 per non aver completato l'iscrizione, dichiarando in seguito la propria inattività.

## Stagione

### Novità
Al termine della stagione 1981 la Fiamma Monza e il Real Torino sono stati retrocessi in Serie B. Al loro posto sono stati promossi l'Arredamenti Soresina e il Trani 80, vincitori degli spareggi promozione della Serie B 1981.
In seguito, l'Arredamenti Soresina e il Belluno hanno rinunciato ad iscriversi in Serie A. Di conseguenza, entrambe le squadre inizialmente retrocesse, Fiamma Monza e Real Torino, sono state riammesse in Serie A.
Avvengono inoltre i seguenti cambi di denominazione:
- da A.C.F. Cagliari a F.C.F. Flase Cagliari di Cagliari;
- da S.S. Lazio C.F. 1975 a S.S. Lazio C.F. di Roma.

### Formato
Le 14 squadre partecipanti si affrontano in un girone all'italiana con partite di andata e ritorno per un totale di 26 giornate. Le ultime due classificate retrocedono in Serie B.

## Squadre partecipanti
| Club                   | Città                        | Stagione precedente   |
| ---------------------- | ---------------------------- | --------------------- |
| Alaska Lecce           | Veglie (LE)                  | Campione d'Italia     |
| Aurora Mombretto       | Mombretto di Mediglia (MI)   | 9º posto in Serie A   |
| Fiamma Monza           | Monza (MI)                   | 13º posto in Serie A  |
| Flase Cagliari         | Cagliari                     | 12º posto in Serie A  |
| Giolli Gelati Roma     | Roma                         | 5º posto in Serie A   |
| Giugliano Castelsandra | Giugliano in Campania (NA)   | 7º posto in Serie A   |
| Gorgonzola             | Gorgonzola (MI)              | 3º posto in Serie A   |
| Lazio CF               | Roma                         | 2º posto in Serie A   |
| Marmi Trani 80         | Trani (BA)                   | 1º posto in Serie B/D |
| Piacenza               | Piacenza                     | 6º posto in Serie A   |
| Real Torino            | Torino                       | 14º posto in Serie A  |
| Sartori FIAT Verona    | Verona                       | 4º posto in Serie A   |
| Fiamma Sarcedo         | Sarcedo (VI)                 | 11º posto in Serie A  |
| Tigullio 72            | Santa Margherita Ligure (GE) | 8º posto in Serie A   |

## Classifica finale
|  | Pos. | Squadra                | Pt      | G  | V  | N | P  | GF | GS | DR  |
|  | ---- | ---------------------- | ------- | -- | -- | - | -- | -- | -- | --- |
|  | 1.   | Alaska Lecce           | 42      | 24 | 20 | 2 | 2  | 49 | 10 | +39 |
|  | 2.   | Gorgonzola             | 39      | 24 | 16 | 7 | 1  | 60 | 9  | +51 |
|  | 3.   | Marmi Trani 80         | 37      | 24 | 16 | 5 | 3  | 39 | 15 | +24 |
|  | 4.   | Flase Cagliari         | 34      | 24 | 14 | 6 | 4  | 54 | 23 | +31 |
|  | 5.   | Piacenza               | 28      | 24 | 10 | 8 | 6  | 32 | 24 | +8  |
|  | 6.   | Lazio CF               | 22      | 24 | 9  | 4 | 11 | 25 | 33 | -8  |
|  | 7.   | Giolli Gelati Roma     | 20      | 24 | 6  | 8 | 10 | 13 | 21 | -8  |
|  | 8.   | Giugliano Castelsandra | 20      | 24 | 6  | 8 | 10 | 23 | 37 | -14 |
|  | 9.   | Tigullio 72            | 17      | 24 | 6  | 5 | 13 | 23 | 47 | -24 |
|  | 10.  | Fiamma Sarcedo         | 16      | 24 | 5  | 6 | 13 | 17 | 38 | -21 |
|  | 11.  | Fiamma Monza           | 13      | 24 | 4  | 5 | 15 | 20 | 46 | -26 |
|  | 12.  | Sartori FIAT Verona    | 13      | 24 | 5  | 3 | 16 | 17 | 45 | -28 |
|  | 13.  | Aurora Mombretto       | 11      | 24 | 3  | 5 | 16 | 11 | 35 | -24 |
|  | ---  | Real Torino            | Escluso |    |    |   |    |    |    |     |

Legenda:
      Campione d'Italia
      Retrocesso in Serie B 1983
Note:
Due punti a vittoria, uno a pareggio, zero a sconfitta.

## Risultati

### Calendario
| andata      | 1ª giornata          | ritorno     |
| 27 feb 1982 |                      | 19 giu 1982 |
| 2-0         | Trani 80-Verona      | 1-0         |
| 0-4         | F.Sarcedo-Gorgonzola | 0-2         |
| 1-0         | Giugliano-Aurora M.  | 0-0         |
| 1-3         | Tigullio 72-Lazio    | 0-0         |
| 0-2         | F.Monza-Piacenza     | 0-2         |
| 0-0         | Roma-Cagliari        | 0-2         |
| 1-5         | Real Torino-Lecce    | n.d.        |

| andata      | 4ª giornata          | ritorno    |
| 20 mar 1982 |                      | 4 lug 1982 |
| 0-2         | Verona-Giugliano     | 0-4        |
| 3-0         | Trani 80-Tigullio 72 | 4-1        |
| 1-2         | Aurora M.-F.Sarcedo  | 0-1        |
| 7-0         | Gorgonzola-F.Monza   | 5-0        |
| 0-1         | Lazio-Roma           | 0-0        |
| 0-2         | Cagliari-Lecce       | 0-2        |
| 0-3         | Real Torino-Piacenza | n.d.       |

| andata     | 7ª giornata           | ritorno     |
| 5 giu 1982 |                       | 31 lug 1982 |
| 1-1        | Roma-Verona           | 2-0         |
| 1-1        | F.Sarcedo-F.Monza     | 1-1         |
| 1-0        | Tigullio 72-Aurora M. | 1-1         |
| 2-1        | Giugliano-Lecce       | 1-3         |
| 2-0        | Lazio-Piacenza        | 0-2         |
| 0-2        | Cagliari-Gorgonzola   | 1-3         |
| n.d.       | Real Torino-Trani 80  | n.d.        |

| andata     | 10ª giornata          | ritorno     |
| 1 mag 1982 |                       | 18 set 1982 |
| 0-5        | Verona-Cagliari       | 0-5         |
| 0-2        | Trani 80-Lecce        | 0-0         |
| 3-1        | Piacenza-F.Sarcedo    | 0-0         |
| 0-2        | Real Torino-Aurora M. | n.d.        |
| 1-0        | Roma-Giugliano        | 0-0         |
| 1-2        | F.Monza-Tigullio 72   | 2-3         |
| 1-1        | Lazio-Gorgonzola      | 0-6         |

| andata      | 13ª giornata         | ritorno     |
| 29 mag 1982 |                      | 16 ott 1982 |
| 1-0         | Lazio-Verona         | 0-2         |
| 0-2         | F.Sarcedo-Trani 80   | 0-1         |
| 1-2         | Aurora M.-Lecce      | 0-3         |
| 1-3         | Giugliano-Cagliari   | 1-9         |
| 2-3         | Tigullio 72-Piacenza | 1-1         |
| 0-2         | Roma-Gorgonzola      | 1-1         |
| n.d.        | F.Monza-Real Torino  | n.d.        |

| andata     | 2ª giornata          | ritorno     |
| 6 mar 1982 |                      | 26 giu 1982 |
| 2-1        | Verona-F.Sarcedo     | 1-3         |
| 1-0        | Trani 80-Aurora M.   | 5-0         |
| 0-0        | Gorgonzola-Giugliano | 2-2         |
| 1-0        | Cagliari-Tigullio 72 | 2-2         |
| 4-0        | Lecce-F.Monza        | 2-0         |
| 2-1        | Piacenza-Roma        | 0-0         |
| 3-0        | Lazio-Real Torino    | n.d.        |

| andata      | 5ª giornata            | ritorno     |
| 27 mar 1982 |                        | 17 lug 1982 |
| 1-3         | Tigullio 72-Verona     | 0-2         |
| 0-2         | F.Monza-Trani 80       | 1-2         |
| 0-1         | F.Sarcedo-Giugliano    | 0-0         |
| 1-2         | Aurora M.-Lazio        | 0-5         |
| 1-0         | Lecce-Roma             | 2-0         |
| 0-7         | Real Torino-Gorgonzola | n.d.        |
| 2-2         | Piacenza-Cagliari      | 1-2         |

| andata      | 8ª giornata           | ritorno    |
| 17 apr 1982 |                       | 4 set 1982 |
| 2-0         | Verona-Real Torino    | n.d.       |
| 1-1         | Trani 80-Piacenza     | 3-2        |
| 2-1         | Roma-F.Sarcedo        | 0-0        |
| 0-0         | F.Monza-Aurora M.     | 0-1        |
| 1-0         | Tigullio 72-Giugliano | 2-2        |
| 0-3         | Lazio-Cagliari        | 0-3        |
| 2-1         | Gorgonzola-Lecce      | 0-1        |

| andata     | 11ª giornata          | ritorno    |
| 8 mag 1982 |                       | 2 ott 1982 |
| 2-1        | Lecce-Verona          | 3-0        |
| 0-0        | Gorgonzola-Trani 80   | 1-1        |
| 1-5        | F.Sarcedo-Cagliari    | 0-0        |
| 1-2        | Aurora M.-Piacenza    | 1-2        |
| 2-0        | Giugliano-Real Torino | n.d.       |
| 1-0        | Lazio-F.Monza         | 1-3        |
| 1-0        | Tigullio 72-Roma      | 0-1        |

| andata      | 3ª giornata         | ritorno    |
| 13 mar 1982 |                     | 3 lug 1982 |
| 1-0         | Aurora M.-Verona    | 0-1        |
| 0-2         | Giugliano-Trani 80  | 0-1        |
| 0-1         | F.Sarcedo-Lazio     | 1-0        |
| 0-2         | Tigullio 72-Lecce   | 0-3        |
| 1-1         | F.Monza-Cagliari    | 2-3        |
| 6-1         | Roma-Real Torino    | n.d.       |
| 0-2         | Piacenza-Gorgonzola | 0-1        |

| andata     | 6ª giornata           | ritorno     |
| 3 apr 1982 |                       | 24 lug 1982 |
| 2-2        | Verona-F.Monza        | 0-1         |
| 1-0        | Trani 80-Roma         | 3-1         |
| 1-2        | Tigullio 72-F.Sarcedo | 3-1         |
| 3-0        | Gorgonzola-Aurora M.  | 0-0         |
| 1-1        | Giugliano-Lazio       | 2-4         |
| 8-0        | Cagliari-Real Torino  | n.d.        |
| 0-0        | Lecce-Piacenza        | 2-1         |

| andata      | 9ª giornata            | ritorno     |
| 24 apr 1982 |                        | 11 set 1982 |
| 2-1         | Piacenza-Verona        | 0-0         |
| 2-0         | Cagliari-Trani 80      | 2-2         |
| n.d.        | F.Sarcedo-Real Torino  | n.d.        |
| 2-0         | Aurora M.-Roma         | 0-0         |
| 2-0         | Giugliano-F.Monza      | 0-3         |
| 0-7         | Tigullio 72-Gorgonzola | 0-3         |
| 2-1         | Lecce-Lazio            | 2-0         |

| andata      | 12ª giornata            | ritorno    |
| 22 mag 1982 |                         | 9 ott 1982 |
| 0-1         | Verona-Gorgonzola       | 1-5        |
| 0-1         | Trani 80-Lazio          | 2-1        |
| 5-0         | Lecce-F.Sarcedo         | 2-1        |
| 0-1         | Aurora M.-Cagliari      | 1-2        |
| 3-0         | Piacenza-Giugliano      | 1-1        |
| 2-1         | F.Monza-Roma            | 0-1        |
| n.d.        | Real Torino-Tigullio 72 | n.d.       |

## Verdetti finali
- L'Alaska Gelati Lecce è Campione d'Italia 1982.
- Aurora Mombretto e Real Torino (escluso) retrocedono in Serie B.